# Lauch-Scheibenschötchen
Das Lauch-Scheibenschötchen (Peltaria alliacea) ist eine Pflanzenart aus der Gattung Scheibenschötchen (Peltaria) innerhalb der Familie der Kreuzblütengewächse (Brassicaceae). Der deutschsprachige Trivialname Scheibenschötchen leitet sich aus der Form der Früchte ab, „Lauch“ bezieht sich darauf, dass die Blätter beim Zerreiben nach Lauch riechen. Das Lauch-Scheibenschötchen kommt am Alpenostrand und auf der Balkanhalbinsel vor.

## Beschreibung

### Vegetative Merkmale
Das Lauch-Scheibenschötchen ist eine ausdauernde krautige Pflanze, die Wuchshöhen von 30 bis 60 Zentimetern erreicht. Beim Zerreiben von Pflanzenteilen nimmt man einen Lauchgeruch wahr (Name!). Der aufrechte Stängel ist kahl und, wenn überhaupt, nur im oberen Bereich verzweigt. Es sind wenige, langgestielte Grundblätter vorhanden. Die Stängelblätter sind eilanzettlich, ganzrandig oder entfernt gezähnelt, stängelumfassend und blau bereift.

### Generative Merkmale
Die Blütezeit des Lauch-Scheibenschötchen reicht von Mai bis Juli. Die Blüten stehen in einem traubigen Blütenstand zusammen. Die zwittrigen Blüten sind vierzählig. Die 4 Kelchblätter sind rundlich-elliptisch, etwa 1,5 bis 2 Millimeter lang und breit weiß hautrandig. Die vier weißen Kronblätter sind 3 bis 4 Millimeter lang, verkehrt eiförmig, mit kurzem Nagel und doppelt so langer Platte. Die Frucht hängt an einem dünnen, herabhängenden Stiel. Die Schötchen sind bei einem Durchmesser von 7 bis 10 Millimetern scheibenförmig und geflügelt; sie öffnen sich nicht und enthalten nur einen Samen. Die Samen sind linsenförmig, 2 bis 2,5 Millimeter lang, hellbraun und glatt.
Die Chromosomenzahl beträgt 2n = 14 (28, 56).

## Vorkommen
Es gibt Fundortangaben vom östlichen Österreich über Ungarn, Slowenien, Kroatien, Bosnien und Herzegowina, Montenegro, Albanien, Nordmazedonien bis Rumänien. Es kommt in Deutschland und in der Schweiz nicht vor.
Das Verbreitungsgebiet in Österreich umfasst die Mittelsteiermark (Verbreitungskarte) und Niederösterreich (Schneeberg, Hohe Wand u. a.), sehr selten ist es im Burgenland. Diese Pflanzenart ist selten, tritt aber lokal in großen Populationen auf.
Das Lauch-Scheibenschötchen ist montan, kalk- und nährstoffliebend und wächst vor allem auf Waldschlägen, an Waldrändern und an steinigen Hängen.

## Taxonomie
Die Erstveröffentlichung von Peltaria alliacea erfolgte 1762 durch Nikolaus Joseph von Jacquin in Enumeratio stirpium plerarumque, quae sponte crescunt in agro Vindobonensi, montibusque confinibus, J. P. Kraus, Vindobonae [Vienna]. Der Gattungsname Peltaria leitet sich vom griechischen Wort πέλτη = pelte für „kleiner Schild“ ab und bezieht sich auf die Form der Früchte. Das Artepitheton alliacea leitet sich vom lateinischen allium für „Lauch“ ab. Ein Synonym für Peltaria alliacea Jacq. ist Peltaria perennis (Ard.) Markgraf.

## Bilder

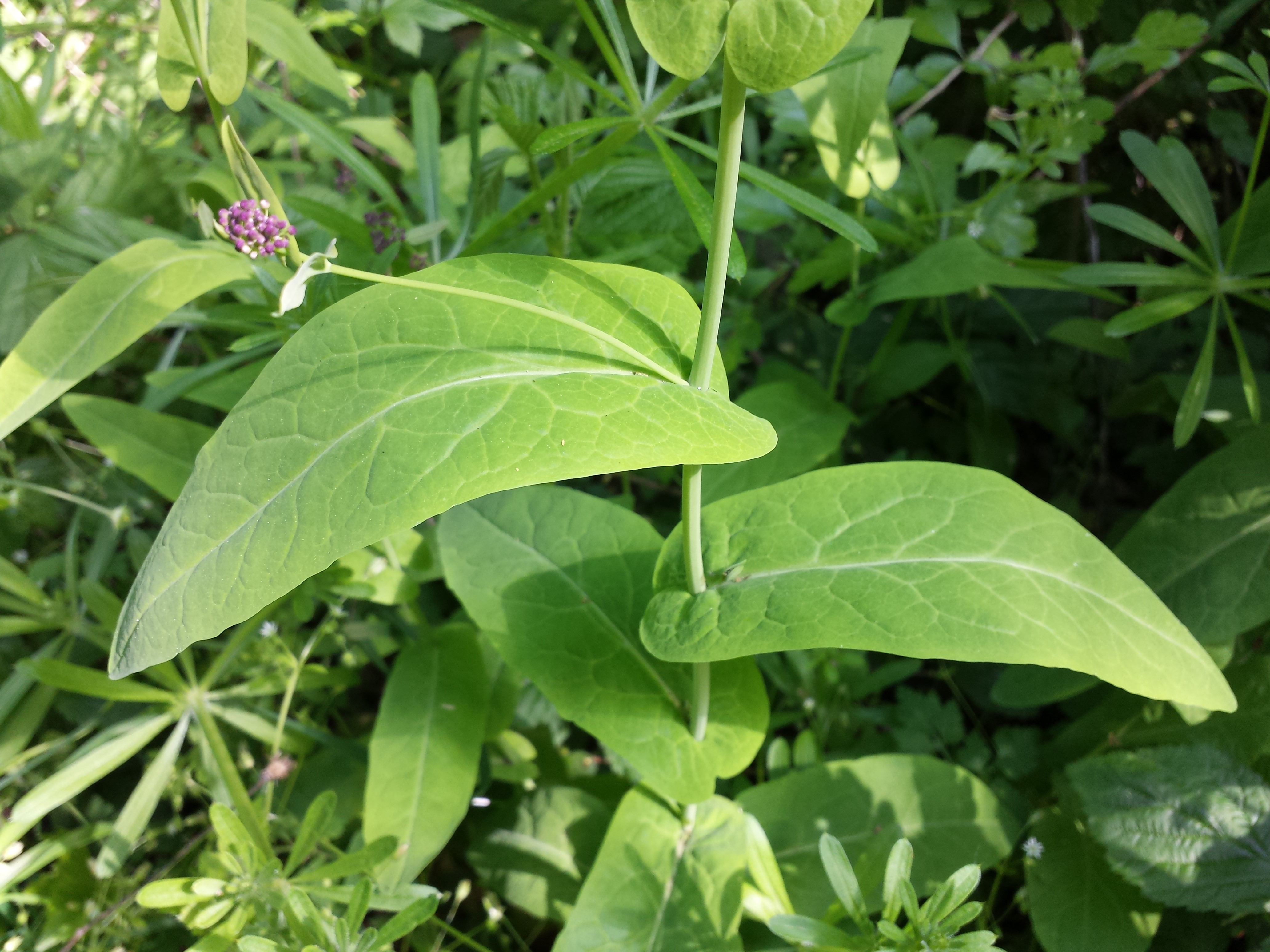
Stängelumfassende Blätter
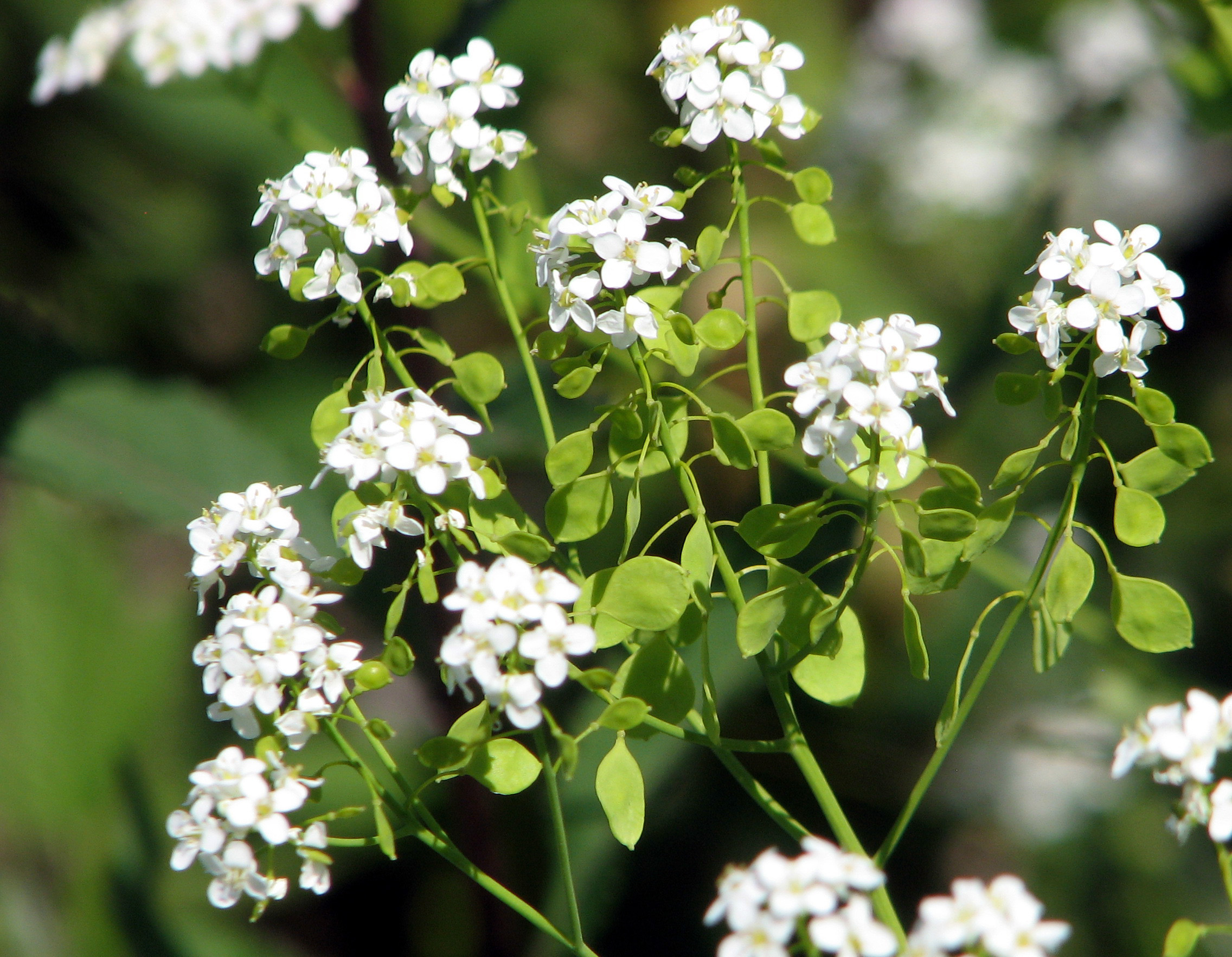
Blütenstand mit Blüten und jungen Schötchen
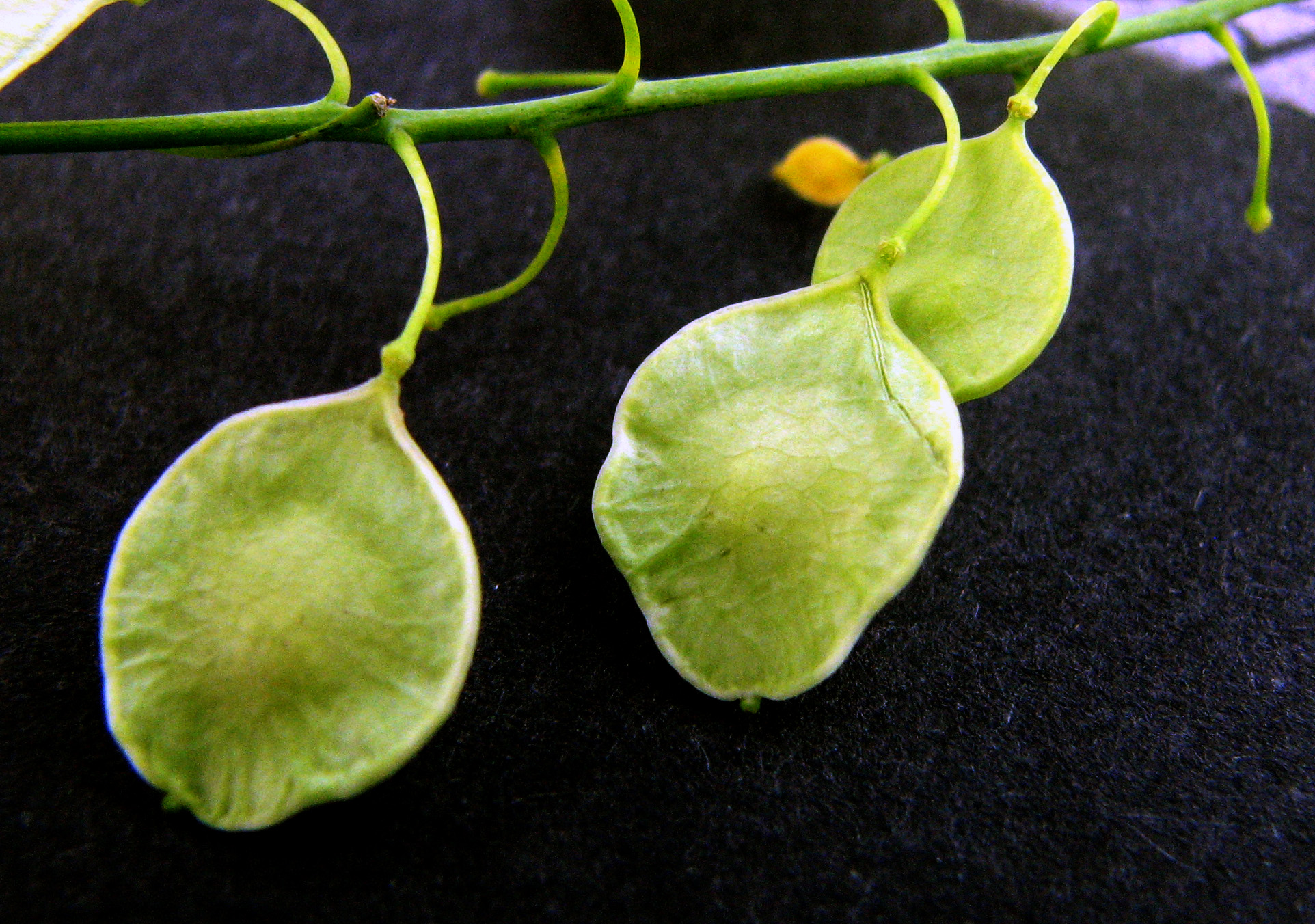
Kreisrunde Schötchen
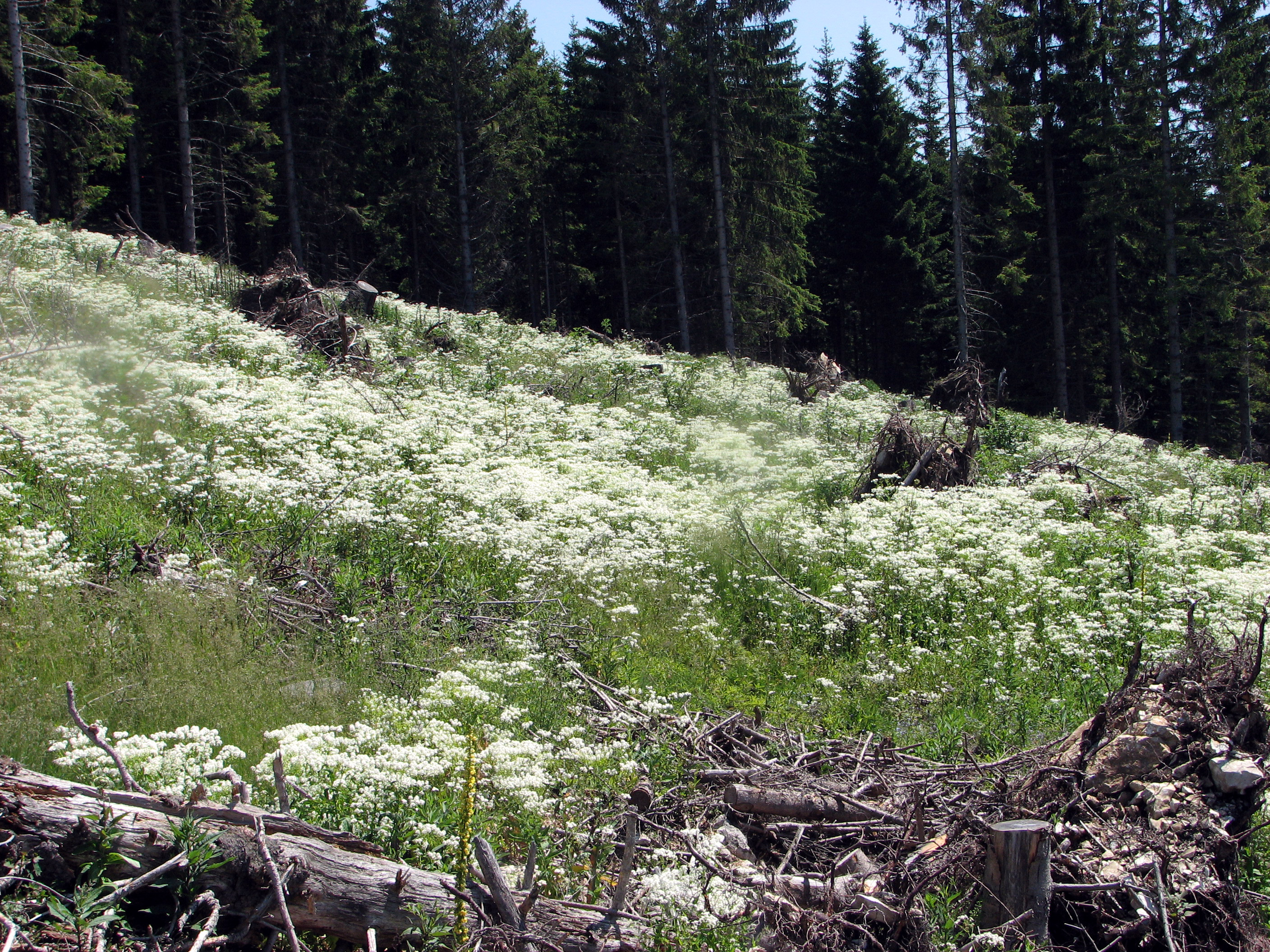
Habitat im Grazer Bergland